# Пищевая аллергия
Пищевая аллергия — аномальная иммунная реакция на пищу. Симптомы аллергической реакции могут варьироваться от легких до тяжелых. Они могут включать зуд, отечность языка, рвоту, диарею, крапивницу, затрудненное дыхание или низкое кровяное давление. Реакция обычно длится в течение нескольких минут или нескольких часов после контакта. Когда симптомы очень тяжелые, может наступить анафилактический шок.
К наиболее распространенным продуктам-аллергенам относятся коровье молоко, арахис, яйца, моллюски, ракообразные, рыба, лесные орехи, соя, пшеница, рис, фрукты и сыр. Факторами риска являются наследственность, дефицит витамина D, ожирение и слишком высокий уровень чистоплотности. Аллергия возникает, когда иммуноглобулин Е (IgE), часть иммунной системы организма, связывается с молекулами пищи. Это вызывает выделение воспалительных веществ, таких как гистамин. Диагноз обычно основывается на истории болезни, диете, тесте кожи на укус, тесте крови на пищевые антитела. Белковая еда вообще зачастую является проблемой. Некоторые виды аллергии возникают, когда иммунная система организма ошибочно идентифицирует белок как вредный.

## Лечение
- Аллерген-специфическая иммунотерапия
- Омализумаб